# Micropterus
Micropterus es un género de peces en la familia Centrarchidae del orden Perciformes.  La especie tipo es M. dolomieu,  todos son denominados "Black bass".

## Especies
- M. cataractae - Lobina gregaria
- M. coosae - Lobina de ojo rojo
- M. dolomieu - Black bass de boca pequeña
- M. floridanus - Black bass de florida, Lobina de florida (Sinónimo de M. salmoides)
- M. notius - Lobina del río Suwannee
- M. punctulatus - Black bass moteado
- M. salmoides - Black bass, Black bass de boca grande, Perca americana
- M. treculii - Lobina de guadalupe.